# Lenguas indoiranias
Las lenguas indoiranias son un grupo de lenguas indoeuropeas que constituyen la rama sobreviviente más oriental de la familia indoeuropea. Las hablan más de 1500 millones de personas en la parte del mundo comprendida entre el este de Turquía y Bangladés, incluida una ancha zona de la India. Las lenguas más destacadas de esta familia son:
- el hindi-urdu (India, Pakistán),
- el bengalí (Bangladés, India),
- el baluchi (Pakistán, Irán),
- el pashtu (Afganistán, Pakistán),
- el dhivehi (Maldivas e India),
- el cingalés (Sri Lanka),
- el nepalí (Nepal),
- el persa (Irán, Afganistán, Tayikistán),
- el osetio (osetia),
- el tayiko (Afganistán,Uzbekistán, Tayikistán),
- el kurdo (Turquía, Irak, Irán, Siria, Armenia) y
- el romaní (por minorías gitanas en casi toda Europa).

## Distribución
Surgen al este de los montes Urales. Luego estos pueblos emigran hacia el sur de Asia y se dividen en distintas ramas. Según sus idiomas se fueron asentando en Irán, Afganistán, Tayikistán, India, Pakistán, Bangladés, Nepal, Maldivas y Sri Lanka.
Clasificación: Familia indoeuropea

## Clasificación interna
Las lenguas indoiranias se pueden agrupar en dos grupos principales y dos grupos menores independientes de los primeros:
- Lenguas indoarias, que incluye al sánscrito, atestiguado desde el II milenio a. C.
- Lenguas iranias que incluyen al avéstico (data aproximadamente del año 1000 a. C.) y al persa antiguo (atestiguada aproximadamente desde el año 500 a. C.).
- Lenguas nuristaníes, constituyen un reducto de lenguas con numerosos arcaísmos habladas en la provincia afgana de Nuristán, en total tienen algo más de cien mil hablantes.

Las lenguas dárdicas, originalmente clasificadas junto con las lenguas nuristaníes o como grupo independiente del indoario, parecen ser un grupo especialmente arcaico pero coordinado a las lenguas indoarias, por lo que las relaciones comúnmente aceptadas son:

|  | iranio occidental |
|  |                   |
|  | iranio oriental   |
|  |                   |

|  | dárdico          |
|  |                  |
|  | indoario nuclear |
|  |                  |

|  | iranio occidental |
|  |                   |
|  | iranio oriental   |
|  |                   |

|  | dárdico          |
|  |                  |
|  | indoario nuclear |
|  |                  |

## Comparación léxica
Los numerales para diferentes lenguas indoiranias son:
| GLOSA | Iranio            | Iranio            | Nuristaní        | Indoario       | Indoario        | PROTO- INDOIRANIO |
| GLOSA | PROTO- IRANIO OC. | PROTO- IRANIO OR. | PROTO- NURISTANI | PROTO- DÁRDICO | PROTO- INDOARIO | PROTO- INDOIRANIO |
| ----- | ----------------- | ----------------- | ---------------- | -------------- | --------------- | ----------------- |
| '1'   | *aiwa-/ *yak      | *aiwa             | *aiv-            | *ek            | *eka-           | *Háikas           |
| '2'   | *dwa              | *ðwa              | *du              | *duī           | *dvau/ *duī     | *dwaH             |
| '3'   | *θrai-            | *θrai-            | *trai-           | *trai          | *tryas          | *tráyas           |
| '4'   | *ćaʷhar           | *caθwār           | *ćatwā           | *ćawr          | *ćatvar-        | *čatwā́ras         |
| '5'   | *panǰ-            | *panca            | *ponć            | *panć          | *panća          | *pánča            |
| '6'   | *šaš              | *xšwas            | *ṣo              | *ṣo            | *ṣaṭ / *ćʰaw-   | *šwaćš            |
| '7'   | *haft-            | *havða            | *sot             | *sāt           | *sapta          | *saptá            |
| '8'   | *hašt-            | *ašta             | *oṣṭ             | *aṣṭ           | *aṣṭa           | *Haštā́            |
| '9'   | *naw-             | *nawa             | *no              | *naw           | *nava           | *Hnáwa            |
| '10'  | *das-             | *ðasa             | *doś             | *daś           | *daśa           | *dáća             |